# Bullvalène
Le bullvalène est un hydrocarbure polycylique insaturé de formule brute C10H10. La molécule se présente comme un cycle cyclopropane lié à un groupe méthine CH par trois ponts vinylène −CH=CH− pour former une structure tricyclique tridimensionnelle particulièrement stable. La substance se présente sous la forme d'un solide blanc cristallisé fondant à 96 °C et se décomposant vers 400 °C en naphtalène et hydrogène. 
La stabilité de cette molécule réside dans son isomérie de valence (en), en l'occurrence un réarrangement [3,3]-sigmatropique appelé réarrangement de Cope, qui conduit à passer d'une molécule de bullvalène à une autre molécule de bullvalène dans laquelle le cycle cyclopropane fait intervenir d'autres atomes que la molécule initiale après passage par un cycle intermédiaire à six atomes de carbone.

Réarrangement de Cope dans le bullvalène.

Les réarrangements de Cope entre plus de 1,2 million d'isomères de valence (exactement 1⁄3 × 10! = 1 209 600 possibilités) sont si rapides à partir de 100 °C que le spectre par RMN du proton ne donne plus qu'un unique signal net à 4,2 ppm, indiquant que les atomes d'hydrogène de la molécule sont tous équivalents à ces températures.
On peut l'obtenir à partir du cyclooctatétraène (1) par chauffage, ce qui donne un mélange de deux hydrocarbures polycycliques insaturés (2 et 3), l'espèce pentacyclique (3) donnant du bullvalène (4) et du benzène (5) par réaction photochimique aux ultraviolets :

Conversion du cyclooctatétraène en bullvalène[4],[5].